# Guatemalteekse Genocide

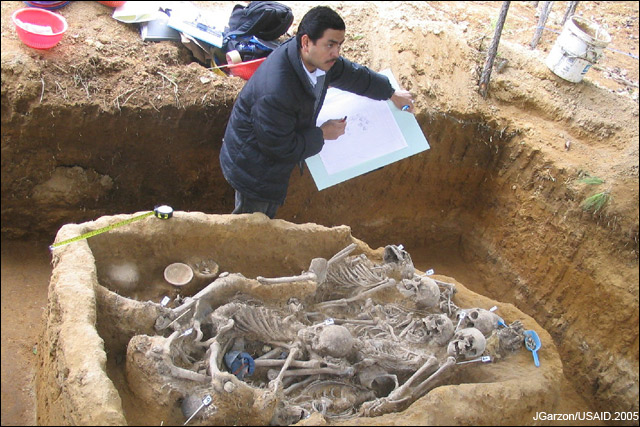
Een in 2005 geopend massagraf

De Guatemalteekse Genocide was een volkerenmoord op de Maya's van Guatemala in de jaren 1980. De Amerikaanse president Bill Clinton bood in 1999 zijn excuses aan voor de Amerikaanse betrokkenheid.

## Burgeroorlog
De genocide vond plaats tijdens de Guatemalteekse Burgeroorlog (ca. 1960-1996) die steeds intensiever werd naarmate de strijd vorderde. Regeringstroepen kamden dorpen uit waarvan de inwoners verdacht werden te sympathiseren met communistische guerrillabewegingen. Rond 1980 werd begonnen met het systematisch uitmoorden van Mayadorpen; honderden dorpen zijn toen volledig ontvolkt. Berucht geworden bloedbaden waren onder andere in Plan de Sánchez en Dos Erres. Overlevenden, maar ook andere Maya's die werden gevangengenomen, werden vaak gedwongen zich aan te sluiten bij zogenoemde 'zelfverdedigingsbataljons' en zo gedwongen zich mede schuldig te maken aan gruweldaden.

## Slachtoffers
Naast Maya's werden ook katholieke aanhangers van de bevrijdingstheologie, linkse intellectuelen, Duitse grondbezitters en politieke tegenstanders van het regime vermoord.
Het aantal doden is niet zeker. De gehele burgeroorlog heeft aan ongeveer 200.000 mensen het leven gekost, waarvan zeker de helft door de genocide. De Historische Ophelderingscommissie, die tussen 1994 en 1999 de genocide onderzocht, heeft in haar in 1999 gepubliceerde eindrapport Guatemala: Herinnering aan stilte 42.275 slachtoffers bij naam kunnen noemen. 83% van hen was Maya en 93% van deze slachtoffers werd vermoord door regeringstroepen. Onder het bewind van generaal Efraín Ríos Montt in de jaren 1982-1983, het hoogtepunt van de genocide, zijn 75.000 mensen vermoord. Guatemala veranderde gedurende Ríos Montts bewind in een internationale paria. Zijn regime en de presidenten voor en na hem die zich schuldig maakten aan de genocide werden wel gesteund door de Verenigde Staten. Berichten over gruweldaden werden in de Amerikaanse media niet zelden afgedaan als 'linkse propaganda'.

## Vervolging
Na de terugkeer van de democratie en het eind van de burgeroorlog is geprobeerd tot vervolging over te gaan van de schuldigen, vooralsnog zonder veel resultaat. Het bestaan van de zelfverdedigingsbataljons, die van slachtoffers daders maakten, heeft vervolging van de schuldigen aanzienlijk bemoeilijkt.
Ríos Montt is in 2018 overleden. Hij genoot lange tijd parlementaire onschendbaarheid, maar werd in 2013 veroordeeld wegens genocide en misdaden tegen de menselijkheid, wat evenwel werd herroepen omwille van procedurefouten. In 2015 werd hij opnieuw berecht, maar kon niet vervolgd worden omwille van zijn hoge leeftijd en gezondheidssituatie.

## In de media
De Guatemalteekse filmregisseurs Jayro Bustamante en César Díaz hebben de genocide verbeeld in hun werk.